# 苏克雷航空
蘇克雷航空是總部位於哥倫比亞首都波哥大的貨運航空公司，成立於1969年，經營哥倫比亞國內及國際（主要為拉丁美洲以及加勒比海地區）的貨運航班。蘇克雷航空的樞紐機場是埃爾多拉多國際機場。 

## 歷史
蘇克雷航空公司由Juan Carlos Salano Recio 在1969年成立，在1970年春天開始，以一架派珀PA-28切諾基飛機經營包機業務。到1975年春天，蘇克雷航空以貨運為主，但仍被允許在班機上搭載最多五名乘客。最初經營的航班，國內線飛往聖安德烈斯島，國際線則飛往阿魯巴與古拉索。
1981年蘇克雷航空從英國空運（ British Air Ferries）購入兩架亨德里·佩奇Herald型機，並在1982年八月從西班牙的泛歐航空（Transeuropa）購入第一架噴射飛機。
1996年3月5日，在蘇克雷航空的班機中發現藏在21公噸的漁產中的150公斤可卡因。
2020年，由於2019冠狀病毒疫情在哥倫比亞爆發，蘇克雷航空協助哥倫比亞政府運輸醫療物資。

## 航點

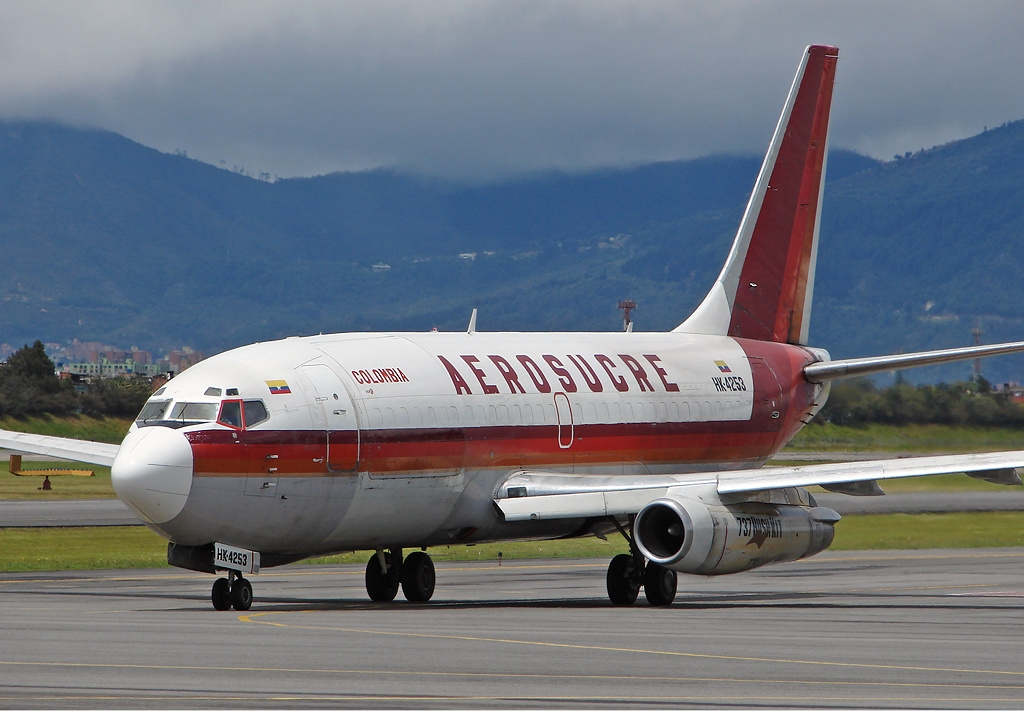
一架蘇克雷航空的波音737-200貨機，攝於2009年。

蘇克雷航空航點如下：

## 機隊

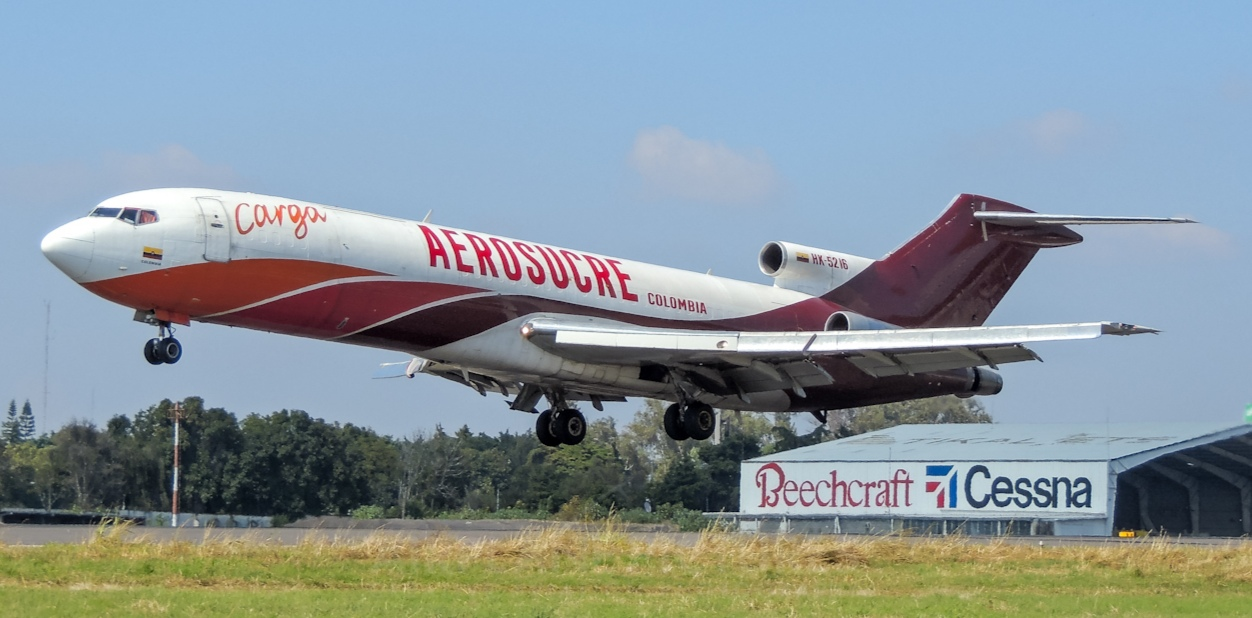
蘇克雷航空的一架波音727-200貨機。

### 現役機隊
至2023年10月，蘇克雷航空機隊如下：

### 已退役機隊
蘇克雷航空曾經運行以下飛機：
- 1架比奇-1900C型機
- 3架波音727-100貨機
- 4架C-46運輸機
- 1架道格拉斯DC-4
- 5架 道格拉斯DC-6
- 2架亨德里·佩奇Herald型機
- 1架派珀PA-28式機
- 8架南方飛機公司卡拉維爾式機

## 飛行安全問題
由於事故以及在網路上流傳的影片顯示飛行員行為魯莽，蘇克雷航空的飛安文化遭受航空界分析家質疑。 1995年哥倫比亞政府因蘇克雷航空飛機起飛重量超重進行處罰，而2005年稽查員發現有兩架飛機超載達四噸。 2016年的蘇克雷航空157號班機空難，超載即為原因之一。蘇克雷航空也曾違反哥倫比亞政府規定而搭載乘客。1991年6月20日的一次事故中有兩人死亡，當時乘客報稱由於飛機沒有座位，他們被迫躺在飛機的地板下方。

## 事故
- 1976年9月14日，一架C-46運輸機（註冊編號HK-1282）[9] 連同兩名機組員，執行由巴蘭幾亞飛往奧拉涅斯塔德的貨運班機時失蹤。
- 1984年3月13日，一架C-46運輸機（註冊編號HK-1322P）因為顯然違法飛行而被空中管制命令返回巴蘭幾亞，在降落時墜毀，機上6人有4人遇難。[9]
- 1986年11月27日，一架南方飛機公司卡拉維爾式機（註冊編號HK-2850）在哥倫比亞的阿勞卡由於操縱問題放棄起飛，飛機衝出跑道機上無人傷亡但飛機報廢。[9]
- 1989年4月26日，一架南方飛機公司卡拉維爾式機（註冊編號HK-3325X）由巴蘭幾亞起飛時墜入住宅區，機上5人全部死亡，地面亦有兩人遇難。原因為貨物固定不當，起飛時貨物移動導致飛機失速所致。 [9][13]
- 1989年11月5日，一架亨德里·佩奇Herald401型機 （註冊編號 HK-2702）由波哥大飛往卡利途中，因氣候惡劣，在托利馬省的龍塞斯瓦耶斯（Roncesvalles）附近山區墜毀，機上六人全部罹難。[9]
- 1991年3月20日，一架道格拉斯 DC-6B（註冊編號 HK-3511X）在巴蘭幾亞嘗試再次降落時墜毀，機上25名乘客中2人死亡，20人受傷。[9]
- 1991年9月29日，一架南方飛機公司卡拉維爾式機（註冊編號HK-3288X) 起飛時起落架故障導致衝出跑道，機組員與乘客都存活。[14]
- 1995年5月1日，一架波音 727-200F（註冊編號 HK-1717) 在巴西塔瓜廷那機場（Taguatinga Airport）降落時操作失當，飛機差點衝出跑道，在跑道末端前6公尺停住。[15]
- 1995年6月27日，同飛機（ HK-1717）在波哥大埃爾多拉多國際機場31跑道起飛時，放棄起飛後衝出跑道，乘員未受傷，但飛機報廢。[16]
- 2006年8月17日，一架波音 727-200F （註冊編號 HK-3985） 在埃爾多拉多國際機場地面滑行時起落架故障導致左翼受損，該機之後報廢拆毀。[17]
- 2006年11月18日，一架波音727-200F （註冊編號HK-3667X）貨機，由波哥大飛往萊蒂西亞，在降落撞到一座高達46公尺的電視天線而墜毀，機上三位飛行員與兩位乘客遇難。[18][19]
- 2011年2月12日，一架波音727-200F 貨機由約帕爾飛往米圖，途經波哥大時發生液壓系統失效，改降落於埃爾多拉多國際機場，無人受傷。[20]
- 2016年12月20日，一架波音727-200F（註冊編號HK-4544）飛行蘇克雷航空157號班機，在卡雷尼奧港的Germán Olano 機場起飛時衝出跑道，撞擊籬笆，雖然離地起飛，但在打算折返進行緊急途中墜毀，機組員5人死亡，1人重傷。[21][22]
- 2019年4月26日，一架波音737-200F （註冊編號 HK-5026）於惡劣天氣中在波哥大降落時衝出跑道，不過機組員仍能將飛機開回跑道。[23]

- 2021年8月21日，一架波音737-200  （註冊編號 HK-5026）由米圖起飛後貨艙門開啟，飛機緊急折返米圖。[24][25]